# Mainfreight
Mainfreight est une entreprise néo-zélandaise faisant partie de l'indice NZSX50, indice principal de la bourse de Nouvelle-Zélande, le New Zealand Exchange. Fondée en 1978, elle est spécialisée dans la logistique et le transport et est implantée en Australie, en Asie (Chine, Japon, Thaïlande) aux États-Unis, en Europe, (Pays-Bas, France, Belgique, Russie, Roumanie, Grande-Bretagne, Pologne, Ukraine) et en Nouvelle-Zélande.